# 天鷹座20
天鷹座20，又名BD-08 4887，HD 179406、SAO 143134、HR 7279，是天鷹座的一颗恒星，视星等为5.34，位于銀經28.23，銀緯-8.31，其B1900.0坐标为赤經19h 7m 15.2s，赤緯-8° -8.31′ 24″。